# Hatchiana hikosana
Hatchiana hikosana là một loài bọ cánh cứng trong họ Cantharidae. Loài này được Nakane & Makino in Makino & Nakane miêu tả khoa học năm 1982.